# Injoux-Génissiat
Injoux-Génissiat – miejscowość i gmina we Francji, w regionie Owernia-Rodan-Alpy, w departamencie Ain.

## Demografia
Według danych na styczeń 2012 r. gminę zamieszkiwało 1150 osób, a gęstość zaludnienia wynosiła 38,8 osoby/km².